# René Hourquet
René Hourquet, né le 15 novembre 1941 à Castres et mort le 27 août 2024 à Sarrians (Vaucluse), est un arbitre international et dirigeant de rugby à XV. 

## Biographie
René Hourquet pratique le rugby à XV en tant que joueur, faisant ses débuts sous le maillot du Cercle amical lannemezanais avec lequel il est sacré champion de France « réserves » au terme de la saison 1967-1968,.
Il se reconvertit par la suite en tant qu'arbitre, jusqu'au niveau international.
Il a arbitré son premier match international le 21 décembre 1980, à l'occasion d'un match opposant l'équipe d'Espagne à l'équipe d'Italie.
René Hourquet a arbitré notamment deux matchs de la Coupe du monde 1987, deux matchs de la Coupe du monde 1991, cinq matchs du Tournoi des Cinq Nations de 1980 à 1991. 
Son dernier match international a lieu le 14 octobre 1991, à l'occasion d'un match opposant l'équipe du Japon à l'équipe du Zimbabwe lors de la Coupe du monde 1991.
Juge de touche lors de la finale du championnat de France 1988, il remplace, à la 54e, l'arbitre de champ, M. Lamoulie blessé.
Après sa carrière sur le terrain, René Hourquet a représenté les arbitres à la Ligue nationale de rugby. Il a été trésorier de la Fédération française de rugby de 2000 à 2012 et également président de la Commission centrale des arbitres de 1992 à 2009.
Son neveu, Flavien Hourquet, imitera par la suite son parcours, devenant arbitre en championnat de France.
René Hourquet meurt le 27 août 2024 à Sarrians (Vaucluse) à l’âge de 82 ans.

## Palmarès d'arbitre
- 21 matchs internationaux